# 松尾信人
松尾 信人（まつお のぶと 、1905年〈明治38年〉4月9日 - 1990年〈平成2年〉9月19日）は、日本の政治家。公明党衆議院議員（2期）。

## 来歴
長崎県長崎市生まれ。1928年（昭和3年）、長崎高等商業学校（現・長崎大学経済学部）卒業。同年、長崎税関に入った。長崎税関総務部長、離島振興対策審議会委員を務めた。1969年（昭和44年）の第32回衆議院議員総選挙で長崎1区に公明党から出馬し、初当選。以後連続2期務める。1976年（昭和51年）4月、勲三等旭日中綬章を受章。同年の選挙には立候補せずに引退した。
その他、創価学会副理事長も務めた。